# Германова, Мария Николаевна
Мария Николаевна Германова (наст. фам. Бычкова — Красовская-Калитинская; 1883 — 1940) — русская актриса.

## Биография
Происходила из купеческой старообрядческой семьи. Была одноклассницей актрис О. В. Гзовской и Е. Н. Рощиной-Инсаровой по Первой московской Мариинской гимназии. По окончании школы Московского художественного театра принята в его труппу (1902—1919). Была занята в драматических и героических ролях. 
С 1919 года в эмиграции; играла в театрах Праги, Парижа и др.
Была замужем за А. П. Калитинским, директором Археологического института им. Н. П. Кондакова в Праге, имела сына. Около 1930 г. развелась с ним.

## Роли в Художественном театре
- 1903 — «Юлий Цезарь» Шекспира
- 1904 — «Слепые» М. Метерлинка — Юная слепая
- 1905 — «Дети солнца» М. Горького — Елена
- Агнесс — «Бранд» Х. Ибсена (1906)
- Софья — «Горе от ума» А. С. Грибоедова (1906)
- Марина Мнишек — «Борис Годунов» А. С. Пушкина (1907)
- Роза — «Анатэма» Л. Н. Андреева (1909)
- Элина — «У царских врат» К. Гамсуна (1909)
- Грушенька — «Братья Карамазовы» по Ф. М. Достоевскому (1910)
- Лиза Протасова — «Живой труп» Л. Н. Толстого (1911)
- Екатерина — «Екатерина Ивановна» Л. Н. Андреева (1912)
- Дона Анна — «Каменный гость» А. С. Пушкина (1915)
- Катя — «Будет радость» Д. С. Мережковского (1916)
- «Три сестры» А. П. Чехова — Ольга
- «На всякого мудреца довольно простоты» А. Н. Островского — Мамаева
- Фея — «Синяя птица» М. Метерлинка (реж. "К. С. Станиславский) (премьера состоялась 13 октября 1908 года. «Московский Художественный академический театр им. М. Горького» сохранил спектакль до настоящего времени в его первозданном виде)

## После 1917 года
С 1919 года жила в Киеве, потом в Ростове-на-Дону. В составе «качаловской группы» до 1922 года гастролировала за рубежом. Играла роли своего московского репертуара (Грушенька, Екатерина Ивановна, Ольга, Мамаева) и Елену Андреевну в «Дяде Ване» А. П. Чехова.
С 1922 года, приняв решение не возвращаться в Россию, возглавляла с Н. О. Массалитиновым Пражскую группу МХТ. Была режиссёром; играла Раневскую («Вишневый сад» А. П. Чехова), Королеву («Король темного покоя» Р. Тагора), Эллиду («Женщина с моря» Х. Ибсена), Катерину («Гроза» А. Н. Островского), Медею («Медея» Еврипида), леди Макбет («Макбет» У. Шекспира).
В 1926 выступила в роли Медеи в Театре Ателье (Париж).
С 1927 года, после распада Пражской группы, играла в парижских труппах Ж. и Л. Питоевых и Г. Бати (Ольгу в «Трёх сестрах», Королеву в «Гамлете», мать Раскольникова в «Преступлении и наказании» по Ф. М. Достоевскому и др.).
В 1928 году поставила пьесу А. Н. Островского «Бедность не порок» в лондонском Garrick Theatre (затем в the Pavilion Theatre и в the Kingsway) вместе с Пражской группой (?) на русском языке.
В 1929—1930 годах преподавала в Лабораторном театре (Нью-Йорк). Поставила в этом театре «Три сестры».
В 2002 году архив Германовой был передан её подругой и переводчицей Эвери Плащик в Музей МХАТ.

## Оценки современников
Была она очень красива, изящна, аристократична, но книперовского обаяния, чеховского второго плана, глубины подтекста не было и в помине. Все-таки она не была актрисой чеховского репертуара. Да, мне кажется, не очень и стремилась к нему.— Шверубович В. В. О людях, о театре и о себе. — М.: Искусство, 1976. — 431 с.

## Фильмография
- 1914 — «Анна Каренина». Реж. В. Р. Гардин.— Анна Каренина
- 1915 — «Екатерина Ивановна». Реж. А. Уральский.
- 1916 — «Уголок». Реж. Чеслав Сабинский.
- 1923 — «Раскольников» (по роману Ф. М. Достоевского Преступление и наказание) — Екатерина Ивановна
- 1924 — «Власть тьмы» (по пьесе Л. Н. Толстого) — Анисья